# Beddes
Beddes település Franciaországban, Cher megyében. Lakosainak száma 105 fő (2022. január 1.). Beddes Châteaumeillant, Le Châtelet, Maisonnais, Saint-Jeanvrin és Vicq-Exemplet községekkel határos.

## Népesség
A település népességének változása:
| Lakosok száma | 152  | 125  | 111  | 96   | 86   | 87   | 93   | 99   | 102  | 105  |
|               | 1968 | 1982 | 1990 | 2006 | 2013 | 2015 | 2017 | 2019 | 2020 | 2022 |